# Ахмад Зівар-паша
Ахмад Зівар-паша (араб. أحمد زيور باشا; 1864–1945) — єгипетський політичний діяч, прем'єр-міністр Єгипту у 1924—1926 роках.